# Ежені Фоа
Ежені Фоа (фр. Eugénie Foa), уроджена Ребека Ежені Родрігес Енрікес (фр. Rebecca Eugénie Rodrigues Henriquès; 12 червня 1796, Бордо — 3 травня 1852, Париж) — французька письменниця та журналістка. Авторка історичних романів на єврейські теми та численних творів у різних жанрах для дітей та юнацтва

## Біографія та творчість
Ребекка Ежені Родрігес Енрікес народилася 1796 року в Бордо. Її батьки походили з двох найбільш відомих і заможних єврейських сімейств міста: батько, Ісаак Родрігес Енрікес, стояв на чолі сімейного банку та входив у Великий Синедріон; мати, Естер Градіс, була дочкою Давида Градіса, великого торговця та філантропа.
У 1810 році Ежені з родиною переїхала з Бордо до Парижа. У 1814 році одружилася з марсельським торговцем Жозефом Фоа. Однак шлюб був нещасливим; зрештою, чоловік покинув Ежені. Вона повернулася до батьківського будинку, де залишалася аж до смерті батька у 1836 році.
У 1830-х роках Ежені почала друкуватися в жіночих та дитячих журналах (у тому числі під псевдонімами Марія Фіц-Кларенс та Едмон де Фонтан), ставши згодом професійним літератором. Перші її романи: «Le Kidouschim ou l'anneau nuptial des hébreu» (1830), Rachel, ou l'héritage (1833), «La Juive: Histoire du temps de la Regence» (1835) та інші — були пов'язані з єврейською тематикою. У них Фоа прагнула показати єврейські свята і ритуали як найпривабливішими в очах французьких читачів, підкреслюючи їхню високу мораль та красу. Крім того, Ежені Фоа створила у своїх книгах новий образ єврейської жінки, що відрізнялася незалежністю і прихильністю до єврейства.
Згодом Фоа звернулася до інших жанрів і почала писати переважно для дітей та підлітків. Для юних читачів вона писала казки, біографії видатних людей та статті на теми, пов'язані з єврейством. У 1841 році перейшла в католицизм і почала працювати над житіями святих для дітей. Найбільшим успіхом серед її дитячих творів користувався «Le Petit Robinson de Paris, ou le triomphe de l'industrie» (1840), який шестиразово перевидавався у Франції та кілька разів у США. Книги Фоа, адресовані дітям, вирізняються дидактизмом; у них проповідуються такі чесноти як працьовитість, благодійність, релігійна терпимість. Серед тих, що найбільше хвилювали Фоа, — захист прав пригнічуваних і знедолених представників людства: рабів, жінок, дітей, глухих людей.
Крім власне літературної діяльності, Ежені Фоа також вела модні рубрики в журналах «Journal des débats» і «Chronique de Paris». У 1848 році вона співпрацювала з феміністським виданням «La Voix des femmes». Перша професійна єврейська письменниця Франції, Фоа, ймовірно, була також першою єврейською жінкою, яка заробляла на життя літературною працею.
Після смерті Фоа її твори довгий час залишалися популярними і багаторазово перевидавались, перш ніж були забуті у XX столітті.